# Municipio de Cass (condado de Hancock)
El municipio de Cass (en inglés: Cass Township) es un municipio ubicado en el condado de Hancock en el estado estadounidense de Ohio. En el año 2010 tenía una población de 993 habitantes y una densidad poblacional de 15,96 personas por km².

## Geografía
El municipio de Cass se encuentra ubicado en las coordenadas 41°7′24″N 83°34′25″O / 41.12333, -83.57361. Según la Oficina del Censo de los Estados Unidos, el municipio tiene una superficie total de 62.2 km², de la cual 62,2 km² corresponden a tierra firme y (0 %) 0 km² es agua.

## Demografía
Según el censo de 2010, había 993 personas residiendo en el municipio de Cass. La densidad de población era de 15,96 hab./km². De los 993 habitantes, el municipio de Cass estaba compuesto por el 96,58 % blancos, el 0,7 % eran afroamericanos, el 0,2 % eran amerindios, el 1,01 % eran asiáticos, el 0,91 % eran de otras razas y el 0,6 % eran de una mezcla de razas. Del total de la población el 3,52 % eran hispanos o latinos de cualquier raza.